# 功能障碍
功能障碍（英語：functional disorder）又称为功能性障碍、功能缺陷，是一种医学病症，会损害身体过程的正常运作，在检查、解剖甚至显微镜下基本上无法检测到。在外观上，没有任何异常现象。
功能障碍与结构障碍（身体的某些部分可见异常）或心身障碍（症状由心理或精神疾病引起）形成对比。不同医学领域的功能障碍定义略有不同。
通常，导致功能障碍的机制是未知的、知之甚少或偶尔对治疗目的不重要。通常认为大脑或神经与此有关。患有一种功能障碍的人同时患有其它功能障碍是很常见的。

## 状况
一种特定的疾病是否被称为功能障碍，部分取决于人们的知识水平。一些疾病，包括脑痫症、精神分裂症和偏头痛曾经被认为是功能障碍，但现在一般不再被归为此类。

## 例子
- 大肠激躁症
- 纤维肌痛
- 慢性疲劳综合症
- 慢性盆腔痛（英语：Chronic pelvic pain）
- 周期性呕吐综合征（英语：Cyclic vomiting syndrome）
- 间质性膀胱炎
- 颞下颌关节（英语：Temporomandibular joint）痛、功能性神经障碍（英语：Functional neurologic disorder）